# Dmitri Orlov
Pour les articles homonymes, voir Orlov.
Dmitri Vladimirovitch Orlov - en russe : Дмитрий Владимирович Орлов - (né le 23 juillet 1991 à Novokouznetsk en URSS) est un joueur professionnel russe de hockey sur glace. Il évolue au poste de défenseur.

## Biographie

### Carrière en club
En 2008, il commence sa carrière professionnelle avec le Metallourg Novokouznetsk dans la Superliga. La saison suivante, la Superliga est remplacée par la Ligue continentale de hockey. Lors du repêchage d'entrée dans la LNH 2009, il est acquis au deuxième tour, en 55e choix au total par les Capitals de Washington. En 2011, il part en Amérique du Nord. Le 21 novembre 2011, il dispute son premier match dans la Ligue nationale de hockey face aux Coyotes de Phoenix. Deux jours plus tard, il enregistre son premier point une assistance face aux Jets de Winnipeg. Le 15 janvier 2012, il marque son premier but face aux Hurricanes de la Caroline.
Le 23 février 2023, il est échangé avec Garnet Hathaway aux Bruins de Boston en retour de Craig Smith, un choix de premier tour au repêchage de 2023, un choix de deuxième tour en 2025 et un choix de troisième tour en 2024.

### Carrière internationale
Il représente la Russie au niveau international. Il a participé aux sélections jeunes. Il est nommé en compagnie de Nikita Dvouretchenski assistant-capitaine de Vladimir Tarassenko lors du championnat du monde junior 2011. Il fait sa première apparition en senior le 9 février 2011 avec l'équipe de Russie B contre la France au cours d'une manche de l'Euro Ice Hockey Challenge.

## Statistiques

### En club
| Saison     | Équipe                     | Ligue        |     | Saison régulière | Saison régulière | Saison régulière | Saison régulière | Saison régulière |   | Séries éliminatoires | Séries éliminatoires | Séries éliminatoires | Séries éliminatoires | Séries éliminatoires |
| Saison     | Équipe                     | Ligue        | PJ  | B                | A                | Pts              | Pun              | PJ               | B | A                    | Pts                  | Pun                  |                      |                      |
| 2007-2008  | Metallourg Novokouznetsk 2 | Pervaïa liga | 12  | 1                | 4                | 5                | 8                |                  |   |                      |                      |                      |                      |                      |
| 2007-2008  | Metallourg Novokouznetsk   | Superliga    | 6   | 0                | 0                | 0                | 0                | -                | - | -                    | -                    | -                    |                      |                      |
| 2008-2009  | Metallourg Novokouznetsk   | KHL          | 16  | 1                | 0                | 1                | 6                | -                | - | -                    | -                    | -                    |                      |                      |
| 2008-2009  | Metallourg Novokouznetsk 2 | Pervaïa liga | 4   | 0                | 1                | 1                | 2                |                  |   |                      |                      |                      |                      |                      |
| 2009-2010  | Metallourg Novokouznetsk   | KHL          | 41  | 4                | 3                | 7                | 49               | -                | - | -                    | -                    | -                    |                      |                      |
| 2009-2010  | Kouznetskie Medvedi        | MHL          | 7   | 7                | 6                | 13               | 6                | 17               | 9 | 10                   | 19                   | 26                   |                      |                      |
| 2010-2011  | Metallourg Novokouznetsk   | KHL          | 45  | 2                | 10               | 12               | 43               | -                | - | -                    | -                    | -                    |                      |                      |
| 2010-2011  | Kouznetskie Medvedi        | MHL          | 1   | 0                | 0                | 0                | 0                | -                | - | -                    | -                    | -                    |                      |                      |
| 2010-2011  | Bears de Hershey           | LAH          | 19  | 2                | 7                | 9                | 12               | 6                | 0 | 1                    | 1                    | 4                    |                      |                      |
| 2011-2012  | Bears de Hershey           | LAH          | 15  | 4                | 5                | 9                | 12               | -                | - | -                    | -                    | -                    |                      |                      |
| 2011-2012  | Capitals de Washington     | LNH          | 60  | 3                | 16               | 19               | 18               | -                | - | -                    | -                    | -                    |                      |                      |
| 2012-2013  | Bears de Hershey           | LAH          | 31  | 3                | 14               | 17               | 20               | 4                | 1 | 2                    | 3                    | 4                    |                      |                      |
| 2012-2013  | Capitals de Washington     | LNH          | 5   | 0                | 1                | 1                | 0                | -                | - | -                    | -                    | -                    |                      |                      |
| 2013-2014  | Bears de Hershey           | LAH          | 11  | 3                | 6                | 9                | 4                | -                | - | -                    | -                    | -                    |                      |                      |
| 2013-2014  | Capitals de Washington     | LNH          | 54  | 3                | 8                | 11               | 19               | -                | - | -                    | -                    | -                    |                      |                      |
| 2014-2015  | Bears de Hershey           | LAH          | 3   | 0                | 3                | 3                | 4                | -                | - | -                    | -                    | -                    |                      |                      |
| 2015-2016  | Capitals de Washington     | LNH          | 82  | 8                | 21               | 29               | 26               | 11               | 0 | 1                    | 1                    | 2                    |                      |                      |
| 2016-2017  | Capitals de Washington     | LNH          | 82  | 6                | 27               | 33               | 51               | 13               | 0 | 3                    | 3                    | 2                    |                      |                      |
| 2017-2018  | Capitals de Washington     | LNH          | 82  | 10               | 21               | 31               | 22               | 24               | 2 | 6                    | 8                    | 4                    |                      |                      |
| 2018-2019  | Capitals de Washington     | LNH          | 82  | 3                | 26               | 29               | 33               | 7                | 0 | 4                    | 4                    | 4                    |                      |                      |
| 2019-2020  | Capitals de Washington     | LNH          | 69  | 4                | 23               | 27               | 36               | 8                | 0 | 3                    | 3                    | 4                    |                      |                      |
| 2020-2021  | Capitals de Washington     | LNH          | 51  | 8                | 14               | 22               | 20               | 5                | 0 | 3                    | 3                    | 6                    |                      |                      |
| 2021-2022  | Capitals de Washington     | LNH          | 76  | 12               | 23               | 35               | 44               | 6                | 0 | 1                    | 1                    | 2                    |                      |                      |
| 2022-2023  | Capitals de Washington     | LNH          | 43  | 3                | 16               | 19               | 10               | -                | - | -                    | -                    | -                    |                      |                      |
| 2022-2023  | Bruins de Boston           | LNH          | 23  | 4                | 13               | 17               | 12               | 7                | 0 | 8                    | 8                    | 2                    |                      |                      |
| 2023-2024  | Hurricanes de la Caroline  | LNH          | 82  | 6                | 20               | 26               | 36               | 11               | 2 | 4                    | 6                    | 14                   |                      |                      |
| 2024-2025  | Hurricanes de la Caroline  | LNH          | 76  | 6                | 22               | 28               | 24               | 15               | 0 | 4                    | 4                    | 10                   |                      |                      |
| Totaux LNH | Totaux LNH                 | Totaux LNH   | 867 | 76               | 251              | 327              | 351              | 107              | 4 | 37                   | 41                   | 50                   |                      |                      |

### En équipe nationale
| Année | Équipe                       | Compétition                  |    | PJ | B | A | Pts | Pun | +/-                    |  | Résultat |
| 2008  | Russie U18                   | Championnat du monde -18 ans | 6  | 0  | 1 | 1 | 0   | +3  | Médaille d'argent      |  |          |
| 2009  | Russie U18                   | Championnat du monde -18 ans | 7  | 2  | 2 | 4 | 6   | +7  | Médaille d'argent      |  |          |
| 2010  | Russie U20                   | Championnat du monde junior  | 6  | 0  | 4 | 4 | 4   | +1  | 6e place               |  |          |
| 2011  | Russie U20                   | Championnat du monde junior  | 7  | 1  | 8 | 9 | 6   | +10 | Médaille d'or          |  |          |
| 2014  | Russie                       | Championnat du monde         | 3  | 0  | 1 | 1 | 2   | +3  | Médaille d'or          |  |          |
| 2016  | Russie                       | Championnat du monde         | 6  | 0  | 3 | 3 | 2   | +3  | Médaille de bronze     |  |          |
| 2016  | Russie                       | Coupe du monde               | 4  | 0  | 0 | 0 | 4   | +3  | Défaite en demi-finale |  |          |
| 2017  | Russie                       | Championnat du monde         | 5  | 1  | 0 | 1 | 0   | +4  | Médaille de bronze     |  |          |
| 2019  | Russie                       | Championnat du monde         | 10 | 2  | 4 | 6 | 2   | +8  | Médaille de bronze     |  |          |
| 2021  | ROC (Comité olympique russe) | Championnat du monde         | 3  | 0  | 2 | 2 | 0   | +5  | Cinquième place        |  |          |

## Trophées et honneurs personnels

### Molodiojnaïa Hokkeïnaïa Liga
- 2010 : remporte le Trophée Vitali Davydov du meilleur joueur des séries éliminatoires

### Championnat du monde junior
- 2011 : 
  - nommé dans l'équipe type des médias
  - termine avec le meilleur différentiel +/- (à égalité avec Brayden Schenn)

### Ligue nationale de hockey
- 2017-2018 : vainqueur de la Coupe Stanley avec les Capitals de Washington